# 블루 노트 재즈 클럽

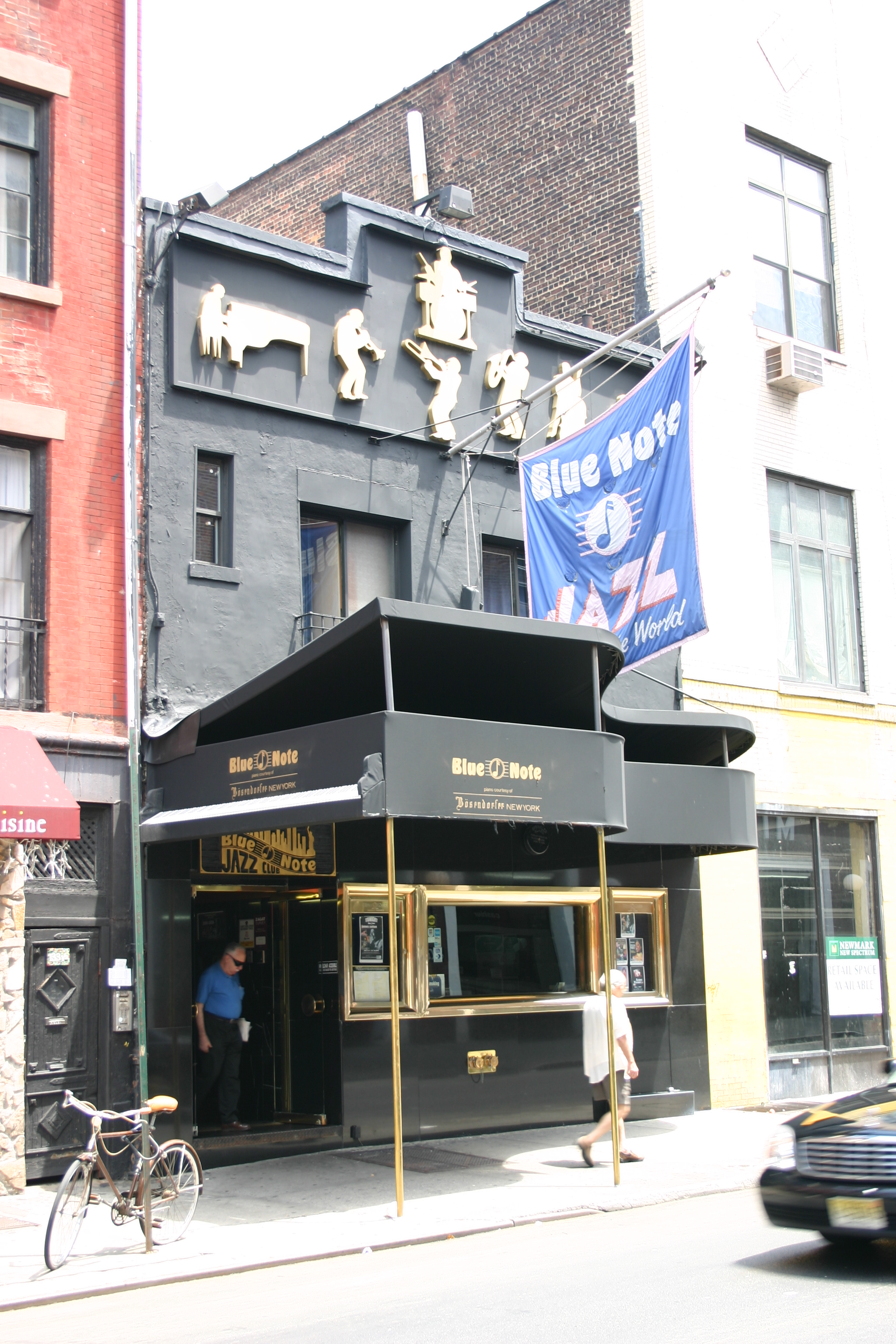
블루 노트 재즈 클럽

블루 노트 재즈 클럽(영어: Blue Note Jazz Club)은 미국 뉴욕 그리니치빌리지에 있는 재즈 클럽으로, 1981년에 개업했다. 일본과 이탈리아에 체인 전개를 하고 있다. 또한 블루 노트 레코드와 직접적인 관계는 없다. 블루 노트는 유명한 뉴욕 나이트클럽의 이탈리아 지점으로 정기적으로 라이브 재즈 및 블루스 콘서트를 개최한다.